# LED TV
LED TV — комерційний термін, для виділення на ринку такого продукту як телевізор з рідкокристалічним дисплеєм та світлодіодним підсвічуванням англ. LED-backlit LCD television замість звичного підсвічування люмінесцентними лампами.
Термін використовується компаніями Samsung Electronics, Toshiba, Philips, LG Electronics, ProScan і Vizio. Його не слід плутати з класичними світлодіодними дисплеями та технологією OLED, котра на разі не доступна для комерційних моделей телевізорів окрім 11-ти дюймового телевізора Sony XEL-1.
Телевізори LED TV можуть бути двох типів: 
- RGB Dynamic — світлодіоди розташовані за панеллю. Цей метод дозволяє локально створювати темніші області на екрані. Це означає, що Ви бачите дійсно чорний колір та значно вищі значення динамічної контрастності.
- Edge — світлодіоди розташовані по краю екрану. Світло розсіюється по всьому екрану спеціальної панелі, яка виробляє чудову рівномірну колірну гаму по всьому екрану.

## Порівняння LCD телевізорів зі світлодіодним та люмінесцентним підсвічуванням

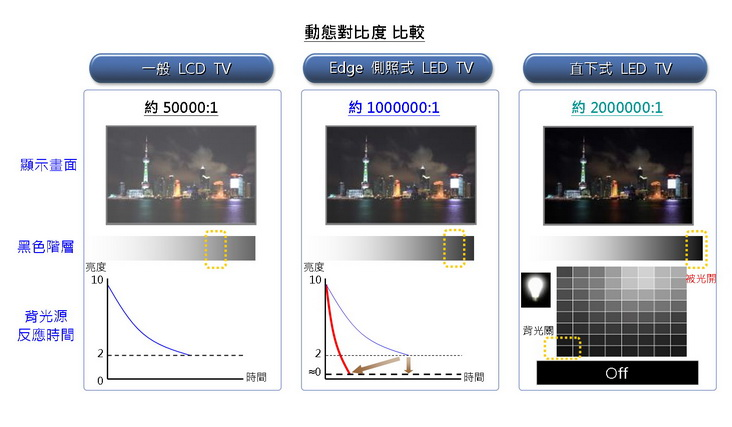
Порівняння LCD з люмінісцентною підсвіткою, з світлодіодною підсвіткою з розсіюючою панеллю (edge lit LED) та LED TV

LED-backlit and CCFL-backlit LCD displays
Рідкокристалічні телевізори з світлодіодним підсвічуванням (англ. LED-backlit and LCD displays
) мають чіткі відмінності у порівннянні з телевізорами де використовується технологія підсвічування люмінісцентними лампами (англ. CCFL-backlit):
- Покращена динамічна контрастність.
- Телевізори з Edge-LED мають надзвичайно малу товщину. Деякі моделі можуть мати до 2,5 см.
- Покращена передача кольору, особливо при RGB-LED.
- Зменшене енергоспоживання до 40%.
- Менше забруднення довкілля при їх утилізації.
- Більша ціна за теперішніх умов позиціонування на ринку.

### Мерехтіння екрану
Якщо управління яскравістю підсвічування здійснюється широтно-імпульсною модуляцією, екран майже непомітно мерехтить. Це можна перевірити, погойдавши олівцем або ручкою на тлі дисплея. Якщо частота дуже низька, силует олівця розкладеться на декілька (стробоскопічний ефект). У людей чутливих до мерехтіння, втомлюються очі та може з'явитися мігрень.